# Matija Pavšič
Matija Pavšič, slovenski veslač, * 13. november 1979, Koper. 
Pavšič je za Slovenijo nastopil na Poletnih olimpijskih igrah 2004 v Atenah, kjer je veslal v dvojcu brez krmarja, ki je osvojil 9. mesto.